# Baios
Segons la mitologia grega, Baios (grec antic: Βαῖος) va ser un company d'Odisseu.
Baios era un pilot de la nau d'Odisseu que no apareix a l'Odissea, però sí per llegendes posteriors. Va donar nom a diversos llocs: a una muntanya de l'illa de Cefal·lènia, a la mar Jònica, i a la ciutat de Baies, a la Campània, on es diu que va ser enterrat. Va morir pilotant la nau, en el viatge per les terres d'Itàlia que va veure's obligat a fer Odisseu en el seu pelegrinatge cap a Ítaca.